# Agam Monfort
Agam Monfort (hebr. אגם מונפורט) – zbiornik retencyjny położony przy mieście Ma’alot-Tarszicha na północy Izraela.

## Położenie

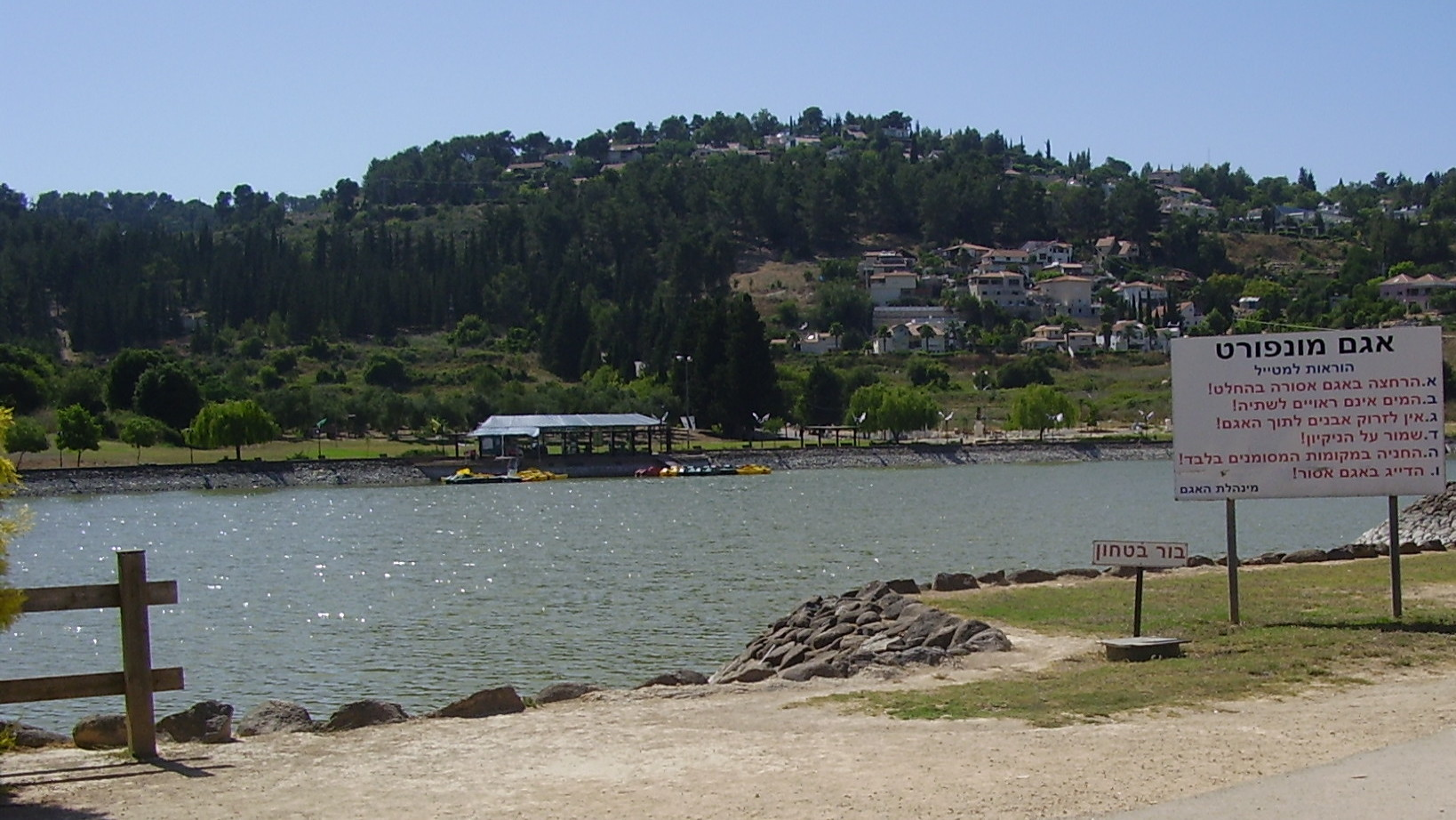
Jezioro Monfort

Jezioro Monfort jest położone na wysokości około 440 metrów n.p.m. w pofałdowanej okolicy na południowo-wschodnich obrzeżach miasta Ma’alot-Tarszicha w Górnej Galilei. Na południowy wschód od jeziora znajduje się moszaw Chosen. W rzeczywistości jest to niewielki zbiornik retencyjny utworzony na rzece Peki’in. Ma on powierzchnię 5,1 ha i wchodzi w skład obszaru parku rekreacyjnego o powierzchni 35 ha.

## Turystyka i rekreacja
Okoliczny park jest intensywnie wykorzystywany rekreacyjnie i turystycznie. Wytyczono w nim alejki i zacienione miejsca wypoczynkowe. W północnej części jeziora utworzona trzy wysepki. Oprócz jeziora i parku są tutaj liczne obiekty sportowe - lodowisko, tor kartingowy, siłownia, basen kąpielowy, park rozrywki, restauracje i camping.
Od 1991 roku w parku nad jeziorem odbywa się Festiwal Kamień w Galilei, podczas którego kamieniarze z różnych państw prezentują swoje rzeźby. Wszystkie prace są wykonywane w kamiennych blokach pochodzących z Galilei.

## Transport
Na południowy wschód od jeziora przebiega droga ekspresowa nr 89, którą jadąc na zachód dojeżdża się do miasta Ma’alot-Tarszicha, lub jadąc na wschód dojeżdża się do moszawu Hosen.